# Elizabeth Southern
Elizabeth Southern (? - Lancaster, Anglaterra, 20 d'agost de 1612) fou una d'entre les deu dones i homes penjats per bruixeria al castell de Lancaster a Anglaterra el 20 d'agost de 1612.